# Grażyna Kuroń

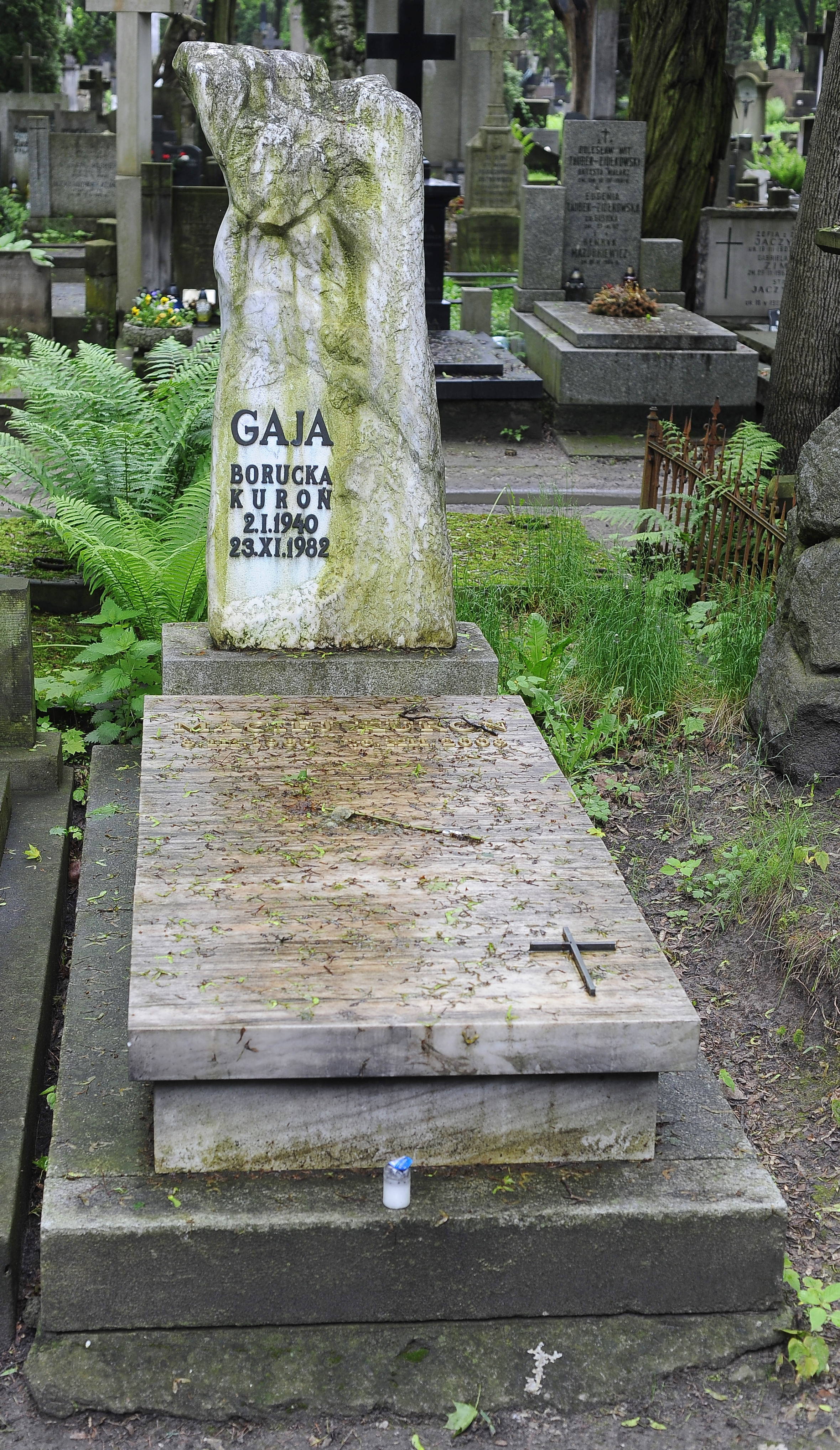
Grób Grażyny Kuroń na cmentarzu Powązkowskim w Warszawie

Elżbieta Grażyna Borucka-Kuroń, również Gajka lub Gaja Kuroń (ur. 2 stycznia 1940, zm. 23 listopada 1982) – polska opozycjonistka, psycholożka, pierwsza żona Jacka Kuronia, matka Macieja Kuronia.

## Życiorys
Córka Edmunda i Marianny. Jacka Kuronia poznała w 1955, w trakcie kolonii letniej dla dzieci z przedmieść Warszawy, którą organizowali tzw. walterowcy (nazwani tak na cześć gen. Karola Świerczewskiego „Waltera”) w Wolinie. Była tam zastępową. Pobrali się w 1959, a w 1960 urodził się ich syn Maciej.
Planowała zostać fizyczką, ale po namowach męża zdecydowała się studiować psychologię na Uniwersytecie Warszawskim. Po ukończeniu studiów w 1964 dostała się na staż asystencki; chciała zostać na uczelni, ale jako żona Jacka Kuronia nie miała na to szans. Pracowała w poradni wychowawczo-zawodowej na Grochowie, później przez kilkanaście lat na Żoliborzu.
Gdy w 1965 Jacek Kuroń i Karol Modzelewski zostali skazani za List otwarty do członków PZPR, Grażyna Kuroń podtrzymywała kontakty z uczestnikami założonego przez nich klubu dyskusyjnego na Uniwersytecie Warszawskim. W marcu 1968 organizowała wysyłanie pieniędzy i paczek więźniom z różnych ośrodków akademickich.
Formalnie nigdy nie była członkinią Komitetu Obrony Robotników, choć aktywnie go wspierała. Mieszkanie Kuroniów przy ul. Mickiewicza 27 było dla opozycjonistów miejscem spotkań. Gdy Jacek Kuroń przebywał w więzieniu, udzielała im informacji, podtrzymywała na duchu, przekazywała wiadomości o represjach za granicę. Udzielała pomocy żonom więzionych robotników, m.in. radząc, jak napisać podanie do sądu o „wypiskę” czy widzenie z mężem.
W 1965 zatrzymana na jeden dzień. 21 marca 1979, w czasie napaści na mieszkanie Jacka Kuronia, Grażyna Kuroń, jej syn Maciej oraz ojciec Kuronia zostali poturbowani.
Od 15 grudnia 1981 była internowana w ośrodkach w Gołdapi i Darłówku. Zwolniona przez władze stanu wojennego w czerwcu 1982 ze względów zdrowotnych. Marek Edelman umieścił ją w Szpitalu im. Pirogowa w Łodzi z podejrzeniem bakteryjnego zapalenia płuc lub gruźlicy. Wkrótce potem Jacek Kuroń, który w tym czasie przebywał w więzieniu, otrzymał wiadomość od generała Czesława Kiszczaka, że jeśli tylko zajdzie potrzeba leczenia Grażyny Kuroń za granicą, nie będzie miał nic przeciwko temu, żeby dać im obojgu paszport i zezwolić na opuszczenie Polski. Kuroń rozważał przyjęcie tej propozycji, powstrzymali go jednak przed tym przyjaciele. W tym czasie bowiem lekarze zdiagnozowali u niej zwłóknienie płuc. Przez cały okres widziała męża dwa razy (cały czas przebywał w więzieniu) – raz na pogrzebie ojca Kuronia, drugi raz – tuż przed śmiercią. O chorobie żony dowiadywał się przede wszystkim z listów od Marka Edelmana.
Została pochowana na cmentarzu Powązkowskim w Warszawie (kwatera 85-2-10).
W Ośrodku KARTA znajdują się, przekazane przez Jacka Kuronia, m.in. 453 listy i grypsy, które wymieniał z Gają. 

## Odznaczenia
12 grudnia 2006 pośmiertnie została odznaczona przez Prezydenta RP Lecha Kaczyńskiego Krzyżem Komandorskim Orderu Odrodzenia Polski. Odznaczenie odebrał 16 lutego 2007 jej syn Maciej. 

## Upamiętnienia
Została jedną z bohaterek spektaklu 1989, koprodukcji Teatru im. Juliusza Słowackiego w Krakowie i Gdańskiego Teatru Szekspirowskiego z 2022; Gaję Kuroń zagrała Magdalena Osińska.